# فاکد آپ
فاکد آپ (به انگلیسی: Fucked Up) یک گروه موسیقی هاردکور پانک کانادایی است که در سال ۲۰۰۱ در تورنتو بنیان گذاشته شد. موسیقی فاکد آپ پرخاشگر و آشوب‌برانگیز است و تنظیم‌های غیر معمول، بخش‌های اینسترومنتال طولانی و پاساژهای تمرینی کِش‌دار که با صدای گیتارهای خشمگین و اشعار رکیک همراهی می‌شوند از مشخصه‌های کارهای آن‌ها هستند.
اولین آلبوم استودیویی فاکد آپ با نام Hidden World در سال ۲۰۰۶ منتشر شد و از آن زمان تا به امروز آن‌ها ۴ آلبوم استودیویی دیگر منتشر کرده‌اند. مجلهٔ رولینگ استون و پیچفورک مدیا در دو فهرست جداگانه، آلبوم سال ۲۰۱۸ فاکد آپ با نام Dose Your Dreams را جزو «برترین آلبوم‌های پُست-هاردکور همهٔ زمان‌ها» معرفی کرده‌اند.

## اعضا

### کنونی
- مایک هالیچاک — لید گیتار (۲۰۰۱ تا کنون)
- سندی میراندا — گیتار بیس، آواز (۲۰۰۱ تا کنون)
- جاش زاکر — آواز (۲۰۰۱); گیتار (۲۰۰۱ تا کنون)
- دیمین آبراهام — آواز (۲۰۰۱ تا کنون)
- یونا فالکو — درامز (۲۰۰۱ تا کنون)
- بن کوک — گیتار، آواز (۲۰۰۷ تا کنون)

### پیشین
- کریس کالاهان – درامز (۲۰۰۱)